# World RX de Francia 2014
El World RX de Francia 2014, oficialmente Rallycross of France fue la octava prueba de la Temporada 2014 del Campeonato Mundial de Rallycross. Se celebró del 6 al 7 de septiembre de 2014 en el Circuito de Lohéac ubicado en la comuna de Lohéac, Región de Bretaña, Francia.
La prueba fue ganada por Petter Solberg quien consiguió su tercera victoria de la temporada a bordo de su Citroën DS3, Reinis Nitišs término en segundo lugar en su Ford Fiesta ST y Timmy Hansen finalizó tercero con su Peugeot 208 T16.

## Series
| Pos.            | No. | Piloto                | Equipo                   | Auto            | H1   | H2   | H3   | H4   | Pts |
| --------------- | --- | --------------------- | ------------------------ | --------------- | ---- | ---- | ---- | ---- | --- |
| 1               | 3   | Timmy Hansen          | Team Peugeot-Hansen      | Peugeot 208 T16 | 1º   | 1º   | 1º   | 4º   | 16  |
| 2               | 11  | Petter Solberg        | PSRX                     | Citroën DS3     | 3º   | 3º   | 3º   | 6º   | 15  |
| 3               | 5   | Pontus Tidemand       | EKS RX                   | Audi S1         | 2º   | 8º   | 8º   | 8º   | 14  |
| 4               | 15  | Reinis Nitišs         | Olsbergs MSE             | Ford Fiesta ST  | 4º   | 4º   | 9º   | 11º  | 13  |
| 5               | 1   | Timur Timerzyanov     | Team Peugeot-Hansen      | Peugeot 208 T16 | 7º   | 9º   | 12º  | 3º   | 12  |
| 6               | 74  | Jérôme Grosset-Janin  | Jérôme Grosset-Janin     | Renault Clio    | 5º   | 10º  | 14º  | 7º   | 11  |
| 7               | 92  | Anton Marklund        | Marklund Motorsport      | Volkswagen Polo | 10º  | 7º   | 10º  | 9º   | 10  |
| 8               | 13  | Andreas Bakkerud      | Olsbergs MSE             | Ford Fiesta ST  | 24º  | 23º  | 2º   | 1º   | 9   |
| 9               | 57  | Toomas Heikkinen      | Marklund Motorsport      | Volkswagen Polo | 15º  | 16º  | 7º   | 10º  | 8   |
| 10              | 43  | Ken Block             | Hoonigan Racing Division | Ford Fiesta ST  | 31.º | 2º   | 4º   | 14º  | 7   |
| 11              | 55  | Gaëtan Sérazin        | Gaëtan Sérazin           | Peugeot 208     | 9º   | 11º  | 13º  | 15º  | 6   |
| 12              | 26  | Andy Scott            | Albatec Racing           | Peugeot 208     | 12º  | 14º  | 11º  | 17º  | 5   |
| 13              | 27  | Davy Jeanney          | Monster Energy World RX  | Citroën DS3     | EXC  | 6º   | 6º   | 2º   | 4   |
| 14              | 79  | Edward Sandström      | EKS RX                   | Audi S1         | 6º   | 13º  | 32º  | 5º   | 3   |
| 15              | 87  | Jean-Baptiste Dubourg | Jean-Baptiste Dubourg    | Citroën C4      | 8º   | 31.º | 5º   | 12º  | 2   |
| 16              | 28  | Christophe Wilt       | Christophe Wilt          | Citroën C4      | 14º  | 15º  | 18º  | 16º  | 1   |
| 17              | 64  | Marc Laboulle         | Marc Laboulle            | Citroën C4      | 17º  | 17º  | 20º  | 18º  |     |
| 18              | 20  | Fabien Pailler        | Pailler Competition      | Peugeot 208     | 11º  | 12º  | 15º  | DNF  |     |
| 19              | 18  | Jonathan Pailler      | Pailler Competition      | Peugeot 208     | 13º  | DNF  | 17º  | 13º  |     |
| 20              | 66  | Derek Tohill          | LD Motorsports World RX  | Citroën DS3     | 22º  | 18º  | 25º  | 19º  |     |
| 21              | 81  | David Binks           | Albatec Racing           | Peugeot 208     | 19º  | 21º  | 24º  | 29º  |     |
| 22              | 85  | Christian Beroujon    | "Knapick"                | Citroën DS3     | 16.º | 26.º | 30.º | 22.º |     |
| 23              | 84  | "Knapick"             | "Knapick"                | Citroën DS3     | 18º  | 19º  | DNF  | 21º  |     |
| 24              | 88  | Henning Solberg       | Monster Energy World RX  | Citroën DS3     | DNF  | 5º   | 16º  | 36º  |     |
| 25              | 72  | Rodolphe Audran       | Rodolphe Audran          | Peugeot 207     | 21º  | 28º  | 23º  | 26º  |     |
| 26              | 95  | Simone Romagna        | PSRX                     | Citroën DS3     | 20º  | 25º  | 22º  | 32º  |     |
| 27              | 54  | Jos Jansen            | JJ Racing                | Ford Focus      | 23º  | 27º  | 27º  | 25º  |     |
| 28              | 2   | Oliver O'Donovan      | Oliver O'Donovan         | Ford Focus      | 26º  | 24º  | 33º  | 23º  |     |
| 29              | 22  | Koen Pauwels          | Koen Pauwels             | Ford Fiesta     | 29º  | 32º  | 21º  | 24º  |     |
| 30              | 50  | Kevin Procter         | Kevin Procter            | Ford Fiesta     | 30.º | 22.º | 34.º | 27.º |     |
| 31              | 6   | Alexandre Theuil      | Alexandre Theuil         | Citroën DS3     | 32º  | DNS  | 19º  | 20º  |     |
| 32              | 98  | Pascal Le Nouvel      | Pascal Le Nouvel         | Ford Focus      | 28.º | 29.º | 29.º | 30.º |     |
| 33              | 83  | Patrick Guillerme     | Patrick Guillerme        | Peugeot 208     | 27º  | DNF  | 26º  | 28º  |     |
| 34              | 89  | Nabil Karam           | Nabil Karam              | Citroën Xsara   | DNF  | 20º  | 31.º | 31.º |     |
| 35              | 78  | Laurent Bouliou       | Laurent Bouliou          | Peugeot 207     | 25.º | 30.º | DNF  | 33.º |     |
| 36              | 75  | Martial Barbette      | Martial Barbette         | Renault Mégane  | DNF  | DNS  | 28º  | 34º  |     |
| 37              | 21  | Bohdan Ludwiczak      | Now or Never             | Ford Fiesta     | DNF  | DNS  | DNS  | DNS  |     |
| Reporte Oficial |     |                       |                          |                 |      |      |      |      |     |

## Semifinales
Semifinal 1
| Pos.            | No. | Piloto            | Equipo              | Tiempo    | Pts |
| --------------- | --- | ----------------- | ------------------- | --------- | --- |
| 1               | 5   | Pontus Tidemand   | EKS RX              | 03:48.977 | 6   |
| 2               | 3   | Timmy Hansen      | Team Peugeot-Hansen | +2.048    | 5   |
| 3               | 1   | Timur Timerzyanov | Team Peugeot-Hansen | +2.900    | 4   |
| 4               | 57  | Toomas Heikkinen  | Marklund Motorsport | +3.264    | 3   |
| 5               | 92  | Anton Marklund    | Marklund Motorsport | +4.280    | 2   |
| 6               | 55  | Gaëtan Sérazin    | Gaëtan Sérazin      | +1 Vuelta | 1   |
| Reporte Oficial |     |                   |                     |           |     |

Semifinal 2
| Pos.            | No. | Piloto               | Equipo                   | Tiempo    | Pts |
| --------------- | --- | -------------------- | ------------------------ | --------- | --- |
| 1               | 11  | Petter Solberg       | PSRX                     | 03:49.301 | 6   |
| 2               | 15  | Reinis Nitišs        | Olsbergs MSE             | +0.454    | 5   |
| 3               | 43  | Ken Block            | Hoonigan Racing Division | +1.138    | 4   |
| 4               | 13  | Andreas Bakkerud     | Olsbergs MSE             | +4.415    | 3   |
| 5               | 26  | Andy Scott           | Albatec Racing           | +10.024   | 2   |
| 6               | 74  | Jerome Grosset-Janin | Jerome Grosset-Janin     | +18.754   | 1   |
| Reporte Oficial |     |                      |                          |           |     |

## Final
| Pos.            | No. | Piloto            | Equipo                   | Tiempo     | Pts |
| --------------- | --- | ----------------- | ------------------------ | ---------- | --- |
| 1               | 11  | Petter Solberg    | PSRX                     | 3:48.241   | 8   |
| 2               | 15  | Reinis Nitišs     | Olsbergs MSE             | +1.449     | 5   |
| 3               | 3   | Timmy Hansen      | Team Peugeot-Hansen      | +1.613     | 4   |
| 4               | 43  | Ken Block         | Hoonigan Racing Division | +2.750     | 3   |
| 5               | 5   | Pontus Tidemand   | EKS RX                   | +16.552    | 2   |
| 6               | 1   | Timur Timerzyanov | Team Peugeot-Hansen      | +6 Vueltas | 1   |
| Reporte Oficial |     |                   |                          |            |     |